# Ignaz Moscheles
Ignaz Moscheles, původním jménem Isaac Moscheles (23. května 1794, Praha – 10. března 1870, Lipsko), byl český klavírní virtuóz a skladatel.

## Život

### Mládí
Moscheles se narodil v Praze, v německy mluvící židovské obchodnické rodině. Jeho rodné jméno bylo původně Isaac. Otec hrál na kytaru a přál si, aby alespoň jedno jeho dítě se věnovalo hudbě. Nejprve se jeho naděje zaměřily na dceru, ale když ta odmítla, přenesl lekce klavíru na jejího bratra. Isaac si záhy oblíbil zejména (tehdy ještě revoluční) klavírní skladby Ludwiga van Beethovena. Bedřich Diviš Weber, profesor Pražské konzervatoře, který byl jeho učitelem, pro to neměl příliš pochopení a nutil jej, aby se koncentroval na díla Johanna Sebastiana Bacha, Wolfganga Amadea Mozarta a Muzia Clementiho. Po předčasné smrti otce přesídlila rodina do Vídně. Tam pokračoval ve studiu hudební teorie a kontrapunktu u Johanna George Albrechtsbergera a skladby u Antonia Salieriho. V té době si také změnil své jméno z Isaaca na Ignaze. Stal se jedním z předních vídeňských klavírních virtuózů a v té době také zkomponoval populární Alexandrovy variace op. 32 pro klavír a orchestr (Marche d’Alexandre avec Variations), se kterými později koncertoval v celé Evropě. Ve Vídni se spřátelil s Meyerbeerem (v té době ještě známým spíše jako klavírista než jako skladatel), se kterým vytvořil neobyčejně úspěšné klavírní duo. Důvěrně se znal také s Hummelem a Kalkbrennerem. Ve dvacátých letech 19. století byli Hummel, Kalkbrenner, Cramer, Herz a Weber jeho největší klavírní rivalové.
Setkal se rovněž se svým idolem Beethovenem. Ten rozpoznal mladíkovy schopnosti a svěřil mu přípravu klavírního výtahu své opery Fidelio pro nakladatelství Artaria. Na závěr rukopisu Moscheles připsal slova „Fine mit gottes Hülfe“ (Dokončeno s Boží pomocí). Beethoven práci schválil a připsal „O Mensch, hilf dir selber“ (Ó člověče, pomoz si sám). Dobré vztahy k Beethovenovi se ukázaly být důležité zejména v závěru Beethovenova života.

### Názory
V letech 1814–1815 Moscheles ještě praktikoval judaismus. Jeho žena zaznamenala, že byl členem vídeňské kongregace a že pro vídeňskou židovskou komunitu napsal oratorium oslavující mír. V průběhu svého života (podobně jako mnoho dalších hudebníků židovského původu) se pohyboval převážně v kruzích hudebníků a hudebních sponzorů stejného původu (např. Felix Mendelssohn-Bartholdy, Anton Rubinstein, Joseph Joachim, Ferdinand Hiller, či rodina Eskelesů ve Vídni, rodina Leo v Paříži a bankovní rodina Rothschildů v Londýně).
Oženil se v synagoze ve Frankfurtu v roce 1825 s dcerou židovského bankéře a neteří básníka Heinricha Heineho. Když se usídlili v Anglii, ukázalo se jako vhodnější být členem křesťanské církve. Jejich děti byly pokřtěny již po narození a sám se se svou ženou nechal pokřtít v roce 1832. Nikdy však nezapíral svůj židovský původ a často brával rodinu na návštěvu ke svým židovským příbuzným v Praze, aby si připomněli, odkud vzešli.

### Setkání s Mendelssohnem a působení v Londýně
Po skončení svého vídeňského období vykonal Moscheles triumfální cestu Evropou. Pod dojmem koncertu v Karlových Varech se mladičký Robert Schumann rozhodl, že bude rovněž klavírním virtuózem. Zvláště vřele však byl přijat v Londýně. V roce 1822 obdržel čestné členství Královské hudební akademie (Royal Academy of Music). Na konci toho roku si poznamenal do deníku: „Cítím se stále více doma v Anglii.“ Také se v Anglii po svém sňatku usadil.
V roce 1824 přijal pozvání berlínského bankéře Abrahama Mendelssohna-Bartholdyho, aby dal lekce hry na klavír jeho dětem Felixovi a Fanny Mendelssohnovým. Obě děti se ukázaly být zcela mimořádně nadané. Patnáctiletého Felixe považoval za génia, který již není žákem, ale mistrem. Tak vzniklo přátelství, které přetrvalo Mendelssohnův život (zemřel v roce 1847). Moscheles usnadnil Felixovi přístup do londýnské společnosti i k nejvýznamnějším evropským skladatelům té doby.
V roce 1827 působil Moscheles jako prostředník mezi Královskou filharmonickou společností (Royal Philharmonic Society) a umírajícím Beethovenem. Pomohl přesvědčit Společnost, aby poskytla Beethovenovi prostředky nezbytné pro jeho léčení. Na oplátku přislíbil Beethoven zkomponovat pro Společnost svou Desátou symfonii. Ta však již nikdy nebyla dokončena.
Mimořádný Moschelesův úspěch v Londýně měl až do konce jeho života velký vliv na jeho přátele. Ačkoliv Moschelesova hudba byla považována za poněkud staromódní, byl zavalen žádostmi o klavírní výuku. Mezi jeho žáky bylo mnoho dětí z bohatých rodin a aristokratických kruhů. Jeho postavení ve společnosti odrážel i čestný titul „klavírista Prince Alberta“.
Moscheles nikdy nepřestal propagovat hudbu Ludwiga van Beethovena. Uvedl řadu recitálů s jeho skladbami a v roce 1832 řídil premiéru jeho mše Missa Solemnis. Přeložil do angličtiny Beethovenovu biografii.
Zasloužil se rovněž o znovuzavedení cembala jako koncertního nástroje. Často společně s Mendelssohnem v Londýně na svých koncertech uváděli koncerty Johanna Sebastiana Bacha pro několik klávesových nástrojů.

### Lipsko

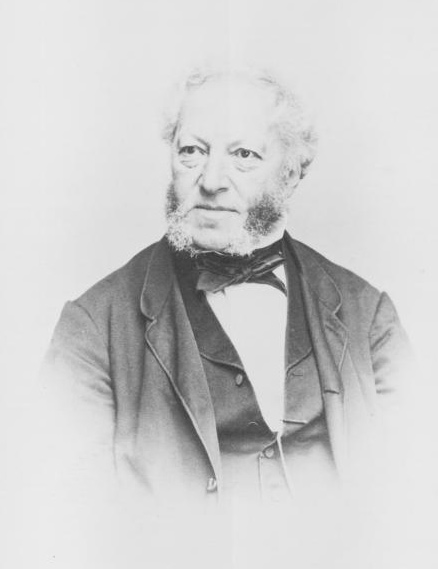
Moscheles v Lipsku

Ačkoliv byl stále vytížen koncertními cestami a komponováním, jeho příjmy nejvyšší měrou závisely na honorářích z pedagogické činnosti. Vděčně proto přijal Mendelssohnovu nabídku na místo profesora na jeho konzervatoři v Lipsku s tím, že bude mít dostatek času i na koncertní činnost a skladbu. Svou koncertní činnost ukončil v roce 1846 a po Mendelssohnově smrti v roce 1847 se stal ředitelem konzervatoře. Škola se pak stala strážcem Mendelssohnova hudebního odkazu. Ostře odtud proto reagoval na nenávistný pamflet Richarda Wagnera „Das Judenthum in der Musik“ (Židovství v hudbě).
Zemřel ve svém domě v Lipsku devět dní poté, co řídil zkoušku lipského Gewandhausorchestru. Jeho syn Felix Moscheles se stal významným anglickým malířem.

### Zdroje
Většina toho, co víme o skladateli, pochází z jeho deníků, které k vydání připravila jeho žena a které byly publikovány v roce 1874. Deníky podávají živý obraz své doby a skladatelových současníků. Bohužel originály deníků byly ztraceny, není však vyloučeno, že mohou být znovu nalezeny. Dalším důležitým pramenem je korespondence mezi skladatelem a Felixem Mendelssohnem-Bartholdym, která je uchovávána na Univerzitě v Leedsu a která byla publikována v roce 1888 synem skladatele (a Mendelssohnovým kmotrem) Felixem Moschelesem.

## Dílo

### Orchestrální skladby
- Op. 32 Marche d’Alexandre avec Variations (klavír s orchestrem)
- Op. 42 Variations sur une Mélodie national autrichienne (klavír s orchestrem)
- Op. 43 Rondeau Brillant (klavír s orchestrem)
- Op. 45 1. klavírní koncert (Concert de Société) F-dur
- Op. 50 Fantaisie et Variations sur „Au Clair de la Lune“ (klavír s orchestrem)
- Op. 56 2. klavírní koncert Es-dur (1815)
- Op. 60 3. klavírní koncert g-moll (1816/17)
- Op. 64 4. klavírní koncert A-dur (1823)
- Op. 69 Fantaisie – Souvenir d’Irlande (klavír s orchestrem)
- Op. 75 Fantaisie – Anklange aus Schottland (klavír s orchestrem)
- Op. 80 Fantaisie – sur Bardes Écossais (klavír s orchestrem)
- Op. 81 Symphony C-dur (1828)
- Op. 83 Fantaisie – Souvenir de Danemarc (klavír s orchestrem)
- Op. 87 5. klavírní koncert C-dur (1826)
- Op. 87b Duo concertante sur Marche Bohémienne de „Preciosa“ (pro 2 klavíry s orchestrem))
- Op. 91 Overture „Jeanne d’Arc“
- Op. 90 6. klavírní koncert (fantastique) – B-dur (1833)
- Op. 93 7. klavírní koncert (pathétique) – C-moll (1835)
- Op. 96 8. klavírní koncert (pastorale)- D-dur

### Klavírní skladby
- Op. 1 Variations on a theme from Méhul’s Opera „Una Folia“
- Op. 2 10 variations on a theme from the opera „Der Dorfbarbier“
- Op. 3 Polonaise
- Op. 4 Nouvelle Sonatine façile et agréeable
- Op. 5 Favourite air by Weigl, „Wer hörte Wohl“ with variations
- Op. 6 Variations on an Austrian National Air
- Op. 7 Variation on una Cavatina dell’ Opera „Trajano in Dacia“
- Op. 8 6 Valses
- Op. 9 5 deutsche Tänze
- Op. 11 2 Rondos on themes from the Ballet „Les Portraits“
- Op. 12 Introduction and rondo on a Venetian Barcarole
- Op. 13 Fantaisie Héroique
- Op. 14 Rondo Brillante
- Op. 15 Variations on a theme from the opera „The Oculist“
- Op. 18 3 Rondeaux
- Op. 19 Introduction and Polonaise
- Op. 22 Sonata D-dur
- Op. 23 Variations on a Russian Theme
- Op. 24 Rondo Espagnol
- Op. 25 Caprice
- Op. 26 Triumphal entry of the Allies into Paris
- Op. 27 Sonate caractéristique. The return of the Emperor (1814)
- Op. 28 6 Divertissements
- Op. 29 Variations on a theme of Handel
- Op. 38 Fantasia (in the Italian style) followed by a grand Rondo
- Op. 39 Introduction and Variations on a National Austrian Air
- Op. 40 „Les Portraits“, ballet champêtre et comique arranged for piano
- Op. 41 Grand Sonata E-dur (věnovaná Beethovenovi) (1816)
- Op. 49 Sonate mélancolique(1814)
- Op. 51 3 Allegri di bravura: la forza, la leggerezza, il capriccio
- Op. 52 La Tenerezza. Rondoletto
- Op. 53 Polonaise Brillante
- Op. 54 Les Charmes de Paris. Rondeau brillante
- Op. 55 Bonbonnière musicale. Suite de morceaux faciles
- Op. 57 Fantaisie sur 3 airs favoris écossaises
- Op. 58 Jadis et aujourd’hui. Gigue et Quadrille Rondeau
- Op. 61 Rondoletto on a favourite Nocturne by Päer
- Op. 62 Impromptu
- Op. 65 Impromptu martial sur l’air anglais „Revenge he cried“
- Op. 66 La petite Babillarde
- Op. 67 3 Rondeaux brillante sur des Motifs favoris du Vaudeville. Les Viennois à Berlin
- Op. 68 Fantasia and Rondo on an Austrian March
- Op. 70 24 Studies for advanced Players
- Op. 71 Rondeau expressif sur un thème favori de Gallenberg
- Op. 72
  - No. 1: Fantaisie dramatique dans le style italien sur aires chantés par Mme. Pasta
  - No. 2: Bijoux à la Sontag
  - No. 3: Bijoux à la Malibran
- Op. 73 50 Preludes in the Different major and minor keys
- Op. 74 Les Charmes de Londres. Rondeau brillante
- Op. 77 Allegro di Bravura
- Op. 82a Rondeau Sentimental
- Op. 85 La Gaieté. Rondeau brillante
- Op. 86a Marche facile avec Trio
- Op. 86b Souvenir de Rubini. Fantaisie dramatique sur une Cavatine de l’Opéra „Anna Bolena“
- Op. 87a Souvenir de l’Opéra. Dramatic Fantasia on airs sung in London by Mme. Pasta
- Op. 89 Impromptu
- Op. 94a Rondeau brillante sur la romance favor. de Dassauer „Le retour de promis“
- Op. 94b Hommage caractéristic à la Mémoire de Mme. Malibran de Bêriot en forme de Fantaisie
- Op. 95 12 Characteristic Studies for the higher development of execution and bravura (1837)
- Op. 98 2 Etudes
- Op. 99 Tutti Frutti. 6 new melodies
- Op. 101 Romance and brilliant Tarantella
- Op. 103 Serenade
- Op. 104 Romanesca
- Op. 105 2 Studies (psané pro Beethovenovo Album)
- Op. 106 Brilliant Fantasia on a cavatina from Rossin’s „Zelmira“ and a ballad from Mozart’s „Seraglio“
- Op. 108 2 Brilliant Fantasias on favourite aires from Balfe’s „The Bohemian Girl“
- Op. 109 Mélange on the Serenade and other favourite airs from „Don Pasquale“
- Op. 109a Brilliant fantasia on themes from „Don Pasquale“
- Op. 110 Gondoliers Song
- Op. 111 4 Grand Concert Studies: Rêverie et Allegresse-Le Carillon-Tendresse et Exultation-La Fougue
- Op. 113 Album of favourite songs by Pischek, transcribed as a brilliant fantasia
- Op. 114 Souvenirs de Jenny Lind. Brilliant fantasia on Swedish Airs
- Op. 118 Grand Waltz
- Op. 120 Mazurka Appassionata
- Op. 122 Expectation after Schiller. Fantasia
- Op. 123 Magyaren Klange
- Op. 124 Sehnsucht nach Schiller
- Op. 126 Grand Concert Study
- Op. 127 Scherzo
- Op. 128 Humoristic Variations
- Op. 129 Der Tanz. Characterstück (podle Schillera)
- Op. 133 Réverie Mélodique
- Op. 134 Toccata
- Op. 135 Pastoral in the Organ style
- Op. 139 Lied im Volkston
- Op. 141 March and Scherzo as rhythmical exercises

Dalších cca 30 skladeb bez opusových čísel.

### 2 klavíry a klavír na čtyři ruce
- Op. 10 Triumphmarsch nebst 2 trios
- Op. 30 Rondo Brillante
- Op. 31 3 Marches Héroiques
- Op. 33 6 Valses avec trios
- Op. 45 Rondo from Concerto No. 1 arr 4 hands
- Op. 47 Grande Sonate (1816)
- Op. 54 Rondo brillante. Les Charmes de Paris
- Op. 63 Introduction and Rondeau Écossais concertant
- Op. 76 Rondo: La belle Union
- Op. 92 Hommage à Handel
- Op. 100 Ballade
- Op. 102 Hommage à Weber on themes from Euryanthe and Oberon
- Op. 107 55 daily studies in the Harmonic scale, for practise in different rhythms
- Op. 140 Domestic Life. 12 progressive piano pieces
- Op. 112 Grande Sonate Symphonique (1845)
- Op. 115 Les Contrastes (8 rukou)
- Op. 130 Symphonisch-Heroischer Marsch über deutsche Volkslieder

### Housle a klavír
- Op. 21 Six Variations
- Op. 36 Variationen über einen oesterr. Walzer
- Op. 37 Grand Caprice suivi d’un Potpourri
- Op. 59 Grand Potpourri concertant
- Op. 63 Introduction and Rondeau Écossais concertant
- Op. 78 Divertissement à la Savoyarde
- Op. 79 Sonata concertante

### Violoncello a klavír
- Op. 34 Duo concertante
- Op. 37 Caprice suivi d’un Potpourri
- Op. 121 Sonata
- Op. 137 Studies in melodic counterpoint. 10 preludes from Bach’s Well tempered Klavier with cello obbligato.

### Ostatní komorní hudba
- Op. 17 Intro and Variations concertante (pro klavír, housle a violoncello)
- Op. 20 Grand Duo concertante (pro klavír a kytaru)
- Op. 34 Duo concertante (pro fagot a klavír)
- Op. 35 Grand Sextet (pro klavír, housle, 2 lesní rohy a violoncello)
- Op. 44 Sonata concertante (pro flétnu a klavír)
- Op. 46 Fantasie, Variationen und Finale über „To Gsau Kône“ (pro klavír, housle, klarinet a violoncello)
- Op. 63 Introduction and Rondeau Écossais concertant (pro lesní roh a klavír)
- Op. 79 Sonata concertante (pro flétnu a klavír)
- Op. 82b 4 Divertissements (pro flétnu a klavír)
- Op. 84 Grand Trio (klavírní trio)
- Op. 88 Grand Septet
- Op. 138 Feuillet d’Album de Rossini (pro lesní roh a klavír)

### Písně
- Op. 16 3 Love Songs (E. Ludwig)
- Op. 97 6 Songs (Probald, Uhland, Hahn, von Klingemann)
- Op. 116 Freie Kunst (Uhland)
- Op. 117 6 Songs (Schlechta, Rückert, Geibel, Uhland, Hölty)
- Op. 119 6 Songs (Keil,von Daumer, Probald, von Gerhard)
- Op. 131 6 Songs (Meuthen, Keil, Gerhard, anon., Raulf, Bodenstedt )
- Op. 136 To G. Rossini. „Am Bache“
- None Concord (T.Probald)